# Centre hospitalier de Remiremont
Le Centre hospitalier Beatrix de Lorraine est situé au 1, rue Georges Lang à Remiremont, commune française, Canton de Remiremont, département des Vosges et situé dans la région Grand Est.

## Historique et état des lieux
Trois hôpitaux se sont succédé à Remiremont  :
- l'hôpital et maison-Dieu Saint-Barthélémy et Saint-Laurent, créés sans doute au Xe siècle au centre ville,
- puis l'hôpital Sainte-Béatrix du 1er quart XVIIIe siècle, vers 1724, bâti sur un terrain « hors les murs ». L'ancien hôpital-hospice Sainte-Béatrix, du 1er quart XVIIIe siècle, a été détruit. Il a conservé ses pots à pharmacie dont il subsiste des éléments inscrits sur l'Inventaire supplémentaire des monuments historiques (portail, niche et statue) par arrêté du 20 août 1974[2].
- et enfin le centre hospitalier actuel, ouvert en avril 1974.

Carte du site du centre hospitalier avec les aménagements successifs.

Les CH d’Épinal et de Remiremont, une offre de soins complète au profit des patients vosgiens.
L’offre hospitalière publique du département des Vosges est organisée autour du Groupement Hospitalier de Territoire des Vosges qui regroupe notamment les établissements MCO du département des Vosges que sont les CH d’Epinal et de Remiremont CH de l’Ouest Vosgien et le CH de Saint-Dié-des-Vosges. Ce GHT, dont le CH Emile Durkheim d’Epinal (CHED) est l’établissement support, offre un panel complet de prises en charge pour la population vosgienne, à l’exception des activités de santé mentale et de recours qui sont assurées par le CHRU de Nancy.
Les bassins de vie autour des agglomérations d’Epinal et de Remiremont représentent environ  240 000 habitants, soit les deux tiers de la population vosgienne. Néanmoins, le nombre d’habitants diminue sur ce bassin de vie : la population a décru de 1,9% entre 2010 et 2013 (Source : INSEE). Ce phénomène est particulièrement marqué sur les communes aux alentours de Remiremont, où la diminution a atteint 3,2% en 3 ans (1,1% pour les communes autour d’Epinal).
| Médecine                                                                                  | 254 | 125 |
| Chirurgie                                                                                 | 42  | 61  |
| Femme Mère Enfant                                                                         | 34  | 43  |
| Réanimation - UHTCD -USC                                                                  | 18  | 10  |
| SSR                                                                                       | 105 | 28  |
| USLD                                                                                      | 30  | 24  |
| EHPAD                                                                                     | 286 | 83  |
| TOTAL MCO (Médecine, chirurgie, obstétrique)                                              | 769 | 374 |
| Source : Contrat de performance 2018–2022. Document de travail-Version du 15 février 2019 |     |     |

## Moyens

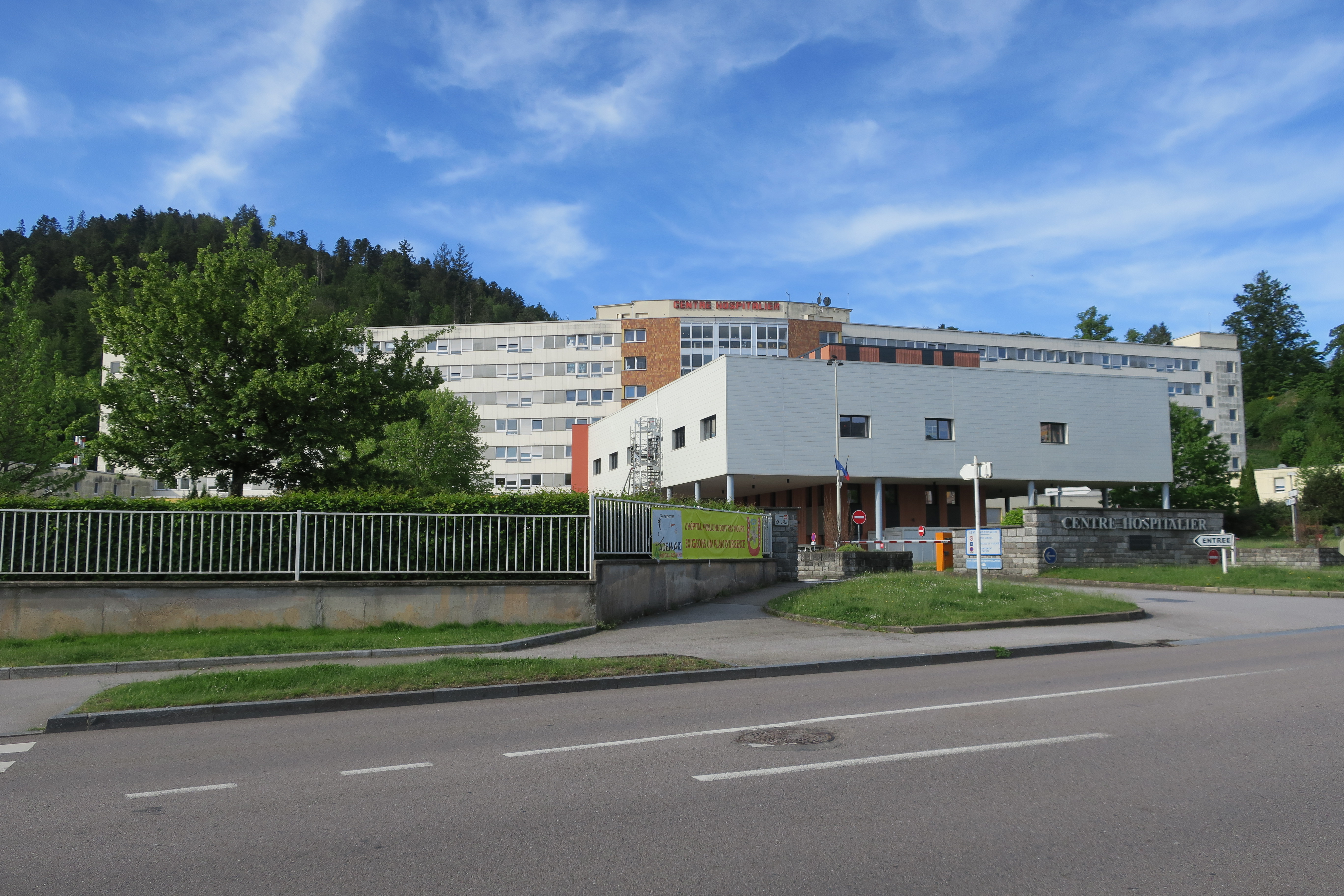
Façade côté entrée.

Le centre hospitalier de Remiremont, implanté en centre ville, dispose actuellement d'une capacité d'accueil totale de 291 lits, dont :
- 200 lits pour le Pôle Médecine,
- 81 lits pour le Pôle Chirurgie,
- 10 lits pour le Pôle Soutien Clinique.
- et d'une maternité[6].

Il propose une offre de soins étendus dans les secteurs de médecine, de chirurgie, de gynécologie-obstétrique, et accueille un service d’urgences. 
Les personnes âgées dépendantes sont également prises en charge, avec une unité de soins de longue durée et une maison de retraite. 
Un institut de formation en soins infirmiers se trouve à proximité de l’hôpital.
La ville dispose ainsi de praticiens et de plusieurs établissements de santé de toutes les disciplines : médecins, gynécologues, pédiatres, chirurgiens dentistes, infirmiers, kinésithérapeutes, ostéopathes, radiologues, pharmaciens.

## Offre de soins et services
Le Centre hospitalier de Remiremont est un centre :
- de diagnostic,
- de traitement avec ou sans hospitalisation,
- de prévention et d'éducation de la santé,
- de formation.
- de direction générale[8].

Indicateurs de qualité :
- Prévention des infections associées aux soins Campagne 2019 - Données 2018
- Scope santé
- Démarche qualité par la Haute autorité de santé :
  - Prévention des infections associées aux soins.

Le centre hospitalier est structuré en 6 pôles d'activités :
- Pôles médicaux :
  - Pôle chirurgie,
  - Pôle femme-mère-enfant,
  - Pôle gériatrie,
  - Pôle médecine ,
  - Pôle urgences-soins continus,
  - Pôle soutien clinique.

- Siège à Remiremont :
  - Direction des soins, de la Qualité et de la Relation avec les Usagers.
- Sièges à Epinal, Remiremont, Neufchâteau :
  - Direction des Affaires Médicales : Siège Epinal & Remiremont,
  - Direction de l’ingénierie : Siège Epinal & Remiremont,
  - Direction Ressources Humaines : Siège Epinal,
  - Direction de la Méthode et des Instituts :  Siège Epinal & Remiremont & Neufchâteau.
- Siège à Golbey :
  - Direction des Affaires Financières,
  - Direction des Achats et de la Logistique,
  - Direction des structures d’aval.

- Interventions en réseau avec d'autres structures :
  - Espace Santé – Pays de Remiremont et ses vallées : Pôle d'équilibre territorial et rural  (PETR) de Remiremont et de ses vallées : Mission La Prévention et promotion de la santé publique...
  - Réseau régional de cancérologie en Lorraine
  - Le Réseau Périnatal Lorrain

## Directoire commun de laCommunauté hospitalière de territoire(CHT)
13 juin 2013 : Signature de la création de la Communauté Hospitalière de Territoire (CHT) avec le Centre Hospitalier de Remiremont. 
15 mai 2014 : Premier Directoire commun de la Communauté Hospitalière de Territoire (CHT) avec le Centre Hospitalier de Remiremont. 

## Les instituts de formation de l'établissement
L’établissement dispose :
- d’un Institut de Formation en Soins Infirmiers et Aides-soignants (IFSI) / Institut de formation pour aide-soignant (IFAS)[10],
- de l'Unité de formation du S. A. M. U. 88, située dans l’enceinte du C.H. d'Epinal[11].
- du centre de secours de Remiremont[12] et des environs[13], dans le cadre du Schéma départemental d'analyse et de couverture des risques[14].

## Accès, voies de communication et transports

### Voies routières
Remiremont est située au carrefour des routes nationales 66 (E512), 57 (E23) et départementale 417 (ancienne route nationale 417).

### Voies ferroviaires
La ville est bien desservie par la voie ferroviaire notamment avec deux allers-retours quotidiens à Paris en TGV depuis la gare de Remiremont.

### Transports aériens
En fonction des destinations, plusieurs aéroports (cf. tableau ci-contre).